# (957) Camelia
Pour les articles homonymes, voir Camelia.
(957) Camelia est un astéroïde de la ceinture principale découvert le 7 septembre 1921 par l'astronome allemand Karl Reinmuth.
Sa désignation provisoire était 1921 JX.
Sa distance minimale d'intersection de l'orbite terrestre est de 1,709330 ua.